# Liodytes
Genre
Synonymes
- Seminatrix Cope, 1895

Liodytes est un genre de serpents de la famille des Natricidae. 

## Répartition
Les trois espèces de ce genre sont endémiques des États-Unis.

## Liste d'espèces
Selon The Reptile Database (1 avril 2015) :
- Liodytes alleni (Garman, 1874)
- Liodytes pygaea (Cope, 1871)
- Liodytes rigida (Say, 1825)

## Publications originales
- Cope, 1885 "1884" : Twelfth contribution to the herpetology of tropical America. Proceedings of the American Philosophy Society, vol. 22, p. 167-194 (texte intégral).
- Cope, 1895 : On some North American Snakes. The American Naturalist, vol. 29, p. 676-680 (texte intégral).